# Marihat Pondok
Marihat Pondok is een bestuurslaag in het regentschap Simalungun van de provincie Noord-Sumatra, Indonesië. Marihat Pondok telt 989 inwoners (volkstelling 2010).